# Centre hospitalier universitaire de Tartu
Le centre hospitalier universitaire de Tartu (en estonien : Tartu Ülikooli Kliinikum, en abrégé TÜK) est un centre hospitalier universitaire à Tartu en Estonie.

## Présentation
L'hôpital universitaire de Tartu est un service de soins de santé et d'enseignement médical et une composante de l'Université de Tartu.
Ses services administratifs sont situés dans deux bâtiments de la rue Puusepa tänav; ses bâtiments sont répartis dans toute la ville de Tartu.
Exceptionnellement, la clinique d'andrologie de la hôpital dispose d'un établissement rue Gonsiori tänav à Tallinn.
Le CHU de Tartu a été fondée le 6 juin 1993 en tant qu'institution publique par le gouvernement de l'Estonie, l'Université de Tartu et la ville de Tartu.
Le 22 décembre 1998, les fondateurs la réorganisent en fondation.

## Cliniques de l'hôpital
L'adresse principale de l'hôpital est Ludvig Puusepa tänav 8, 51014 Tartu.
L'hôpital se compose de 19 cliniques:
| Clinique                                                                       | Adresse              | Réf.   |
| ------------------------------------------------------------------------------ | -------------------- | ------ |
| Clinique d'anesthésiologie et de soins intensifs du CHU de Tartu (et)          | L. Puusepa 8         | [ 3 ]  |
| Clinique de génétique et de médecine personnelle du CHU de Tartu               | L. Puusepa 2         | [ 4 ]  |
| Clinique d'hématologie-oncologie du CHU de Tartu (et)                          | L. Puusepa 8         | [ 5 ]  |
| Clinique chirurgicale du CHU de Tartu (et)                                     | L. Puusepa 8         | [ 6 ]  |
| Clinique de pneumologie du CHU de Tartu (et)                                   | L. Puusepa 8         | [ 7 ]  |
| Clinique otorhinolaryngologique du CHU de Tartu                                | Julius Kuperjanovi 1 | [ 8 ]  |
| Clinique de pédiatrie du CHU de Tartu                                          | Nikolai Lunini 6     | [ 9 ]  |
| Clinique urologique du CHU de Tartu                                            | L. Puusepa 1a        | [ 10 ] |
| Clinique de dermatologie du CHU de Tartu                                       | Raja 31              | [ 11 ] |
| Clinique de gynécologie du CHU de Tartu (et)                                   | L. Puusepa 8         | [ 12 ] |
| Clinique de neurologie du CHU de Tartu (et)                                    | L. Puusepa 8         | [ 13 ] |
| Clinique psychiatrique du CHU de Tartu                                         | Raja 31              | [ 14 ] |
| Clinique de radiologie du CHU de Tartu (et)                                    | L. Puusepa 8         | [ 15 ] |
| Clinique d'ophtalmologie du CHU de Tartu (et)                                  | L. Puusepa 8         | [ 16 ] |
| Clinique de médecine interne du CHU de Tartu (et)                              | L. Puusepa 8         | [ 17 ] |
| Clinique de médecine sportive et de réadaptation fonctionnelle du CHU de Tartu | L. Puusepa 1a        | [ 18 ] |
| Clinique de stomatologie du CHU de Tartu                                       | L. Puusepa 1a        | [ 19 ] |
| Clinique de cardiologie du CHU de Tartu                                        | L. Puusepa 8         | [ 20 ] |
| Clinique de traumatologie et d'orthopédie du CHU de Tartu                      | L. Puusepa 8         | [ 21 ] |
| Sources:                                                                       |                      |        |

## Galerie

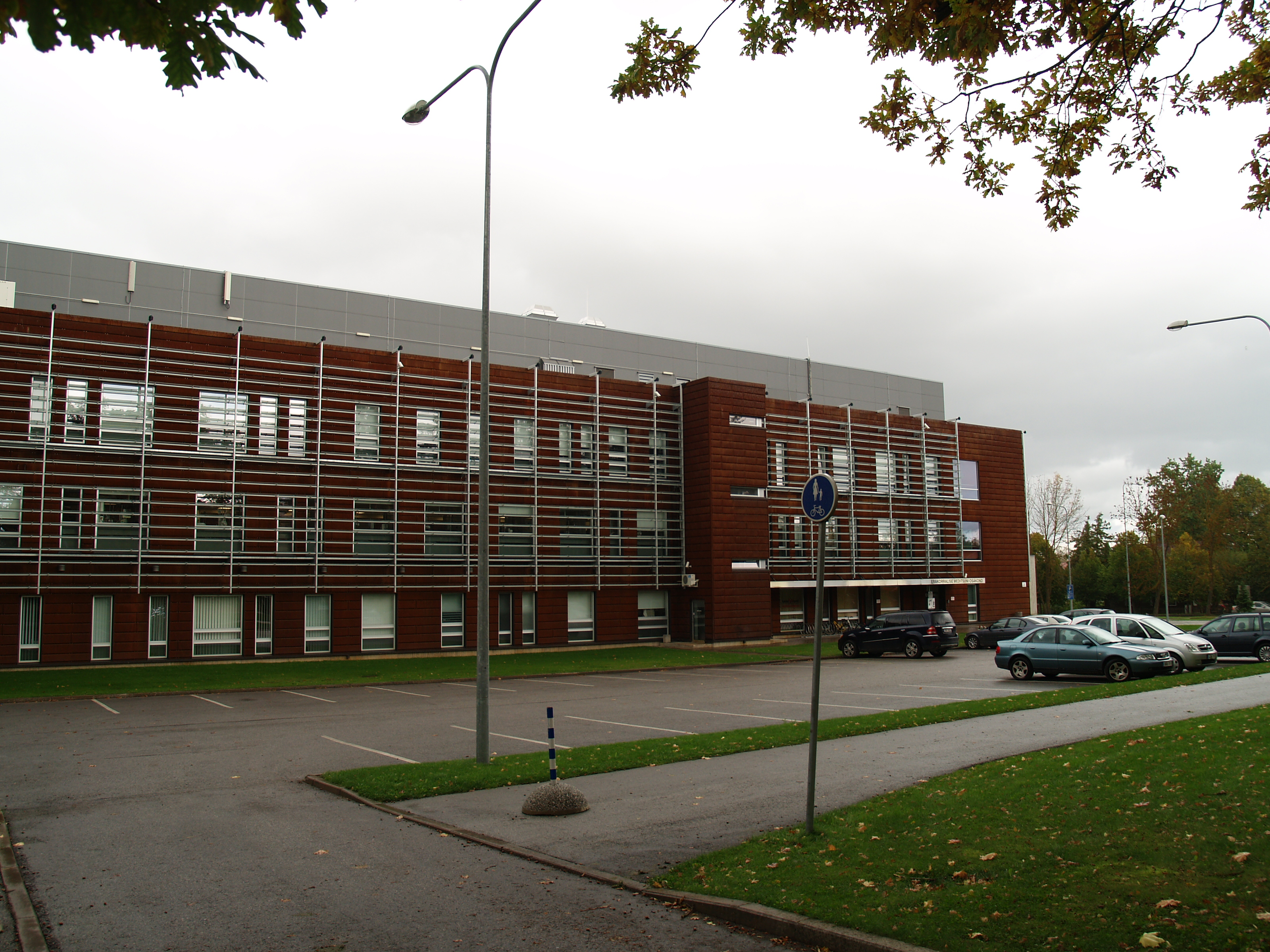
Service de médecine d'urgence de la polyclinique de Maarjamõisa.
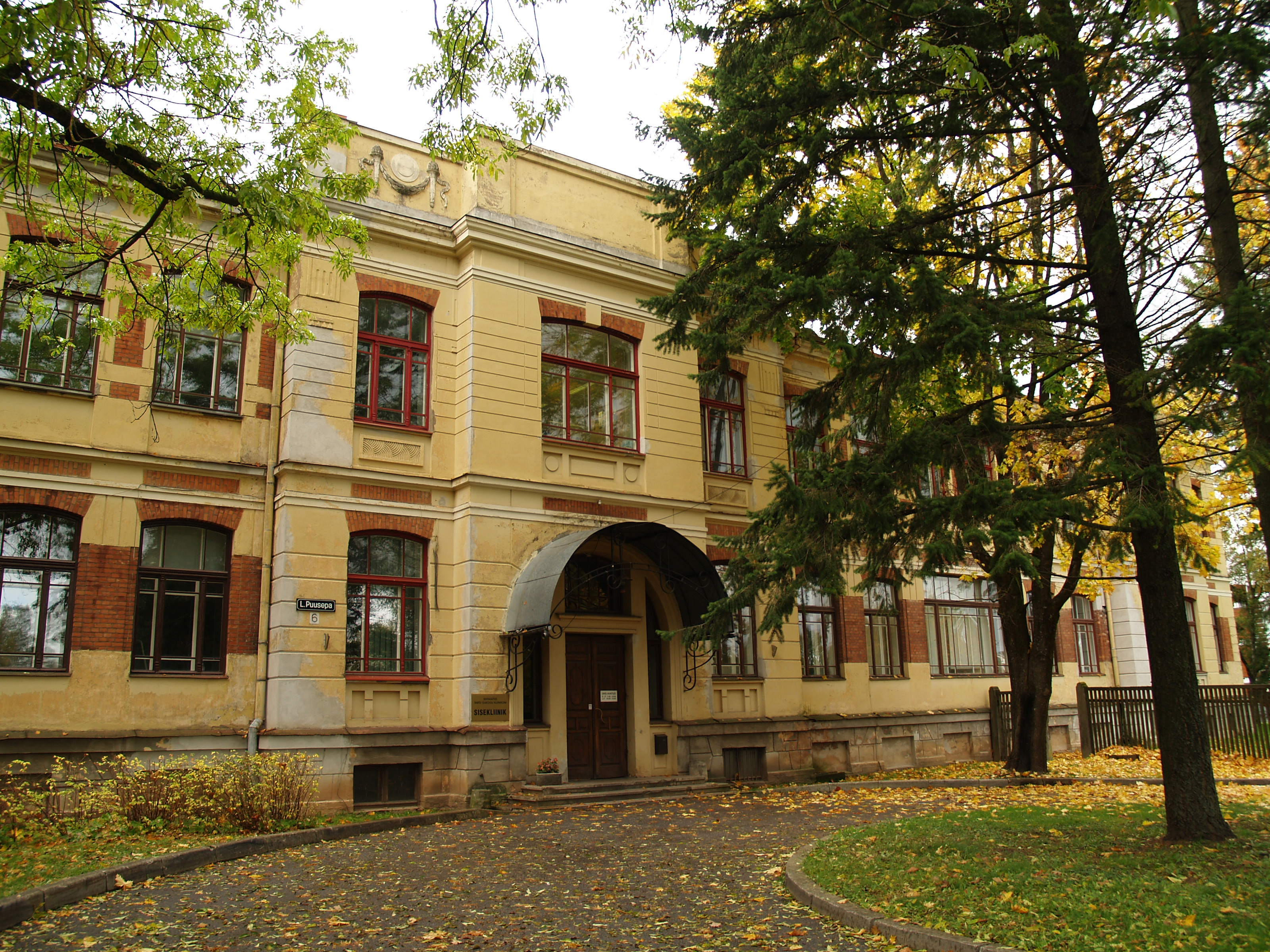
Département des soins infirmiers du CHU
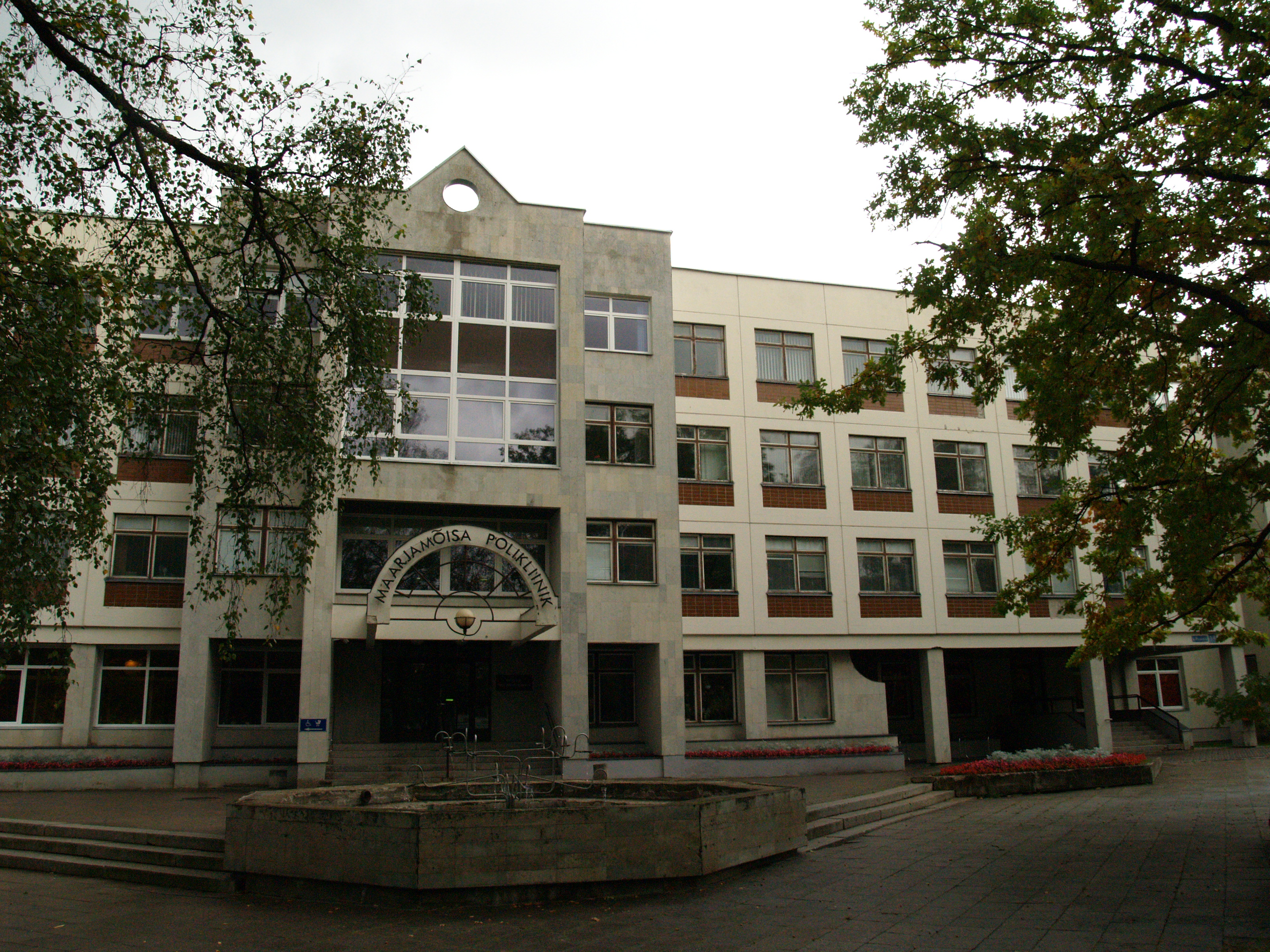
Clinique de médecine sportive et de réadaptation fonctionnelle.
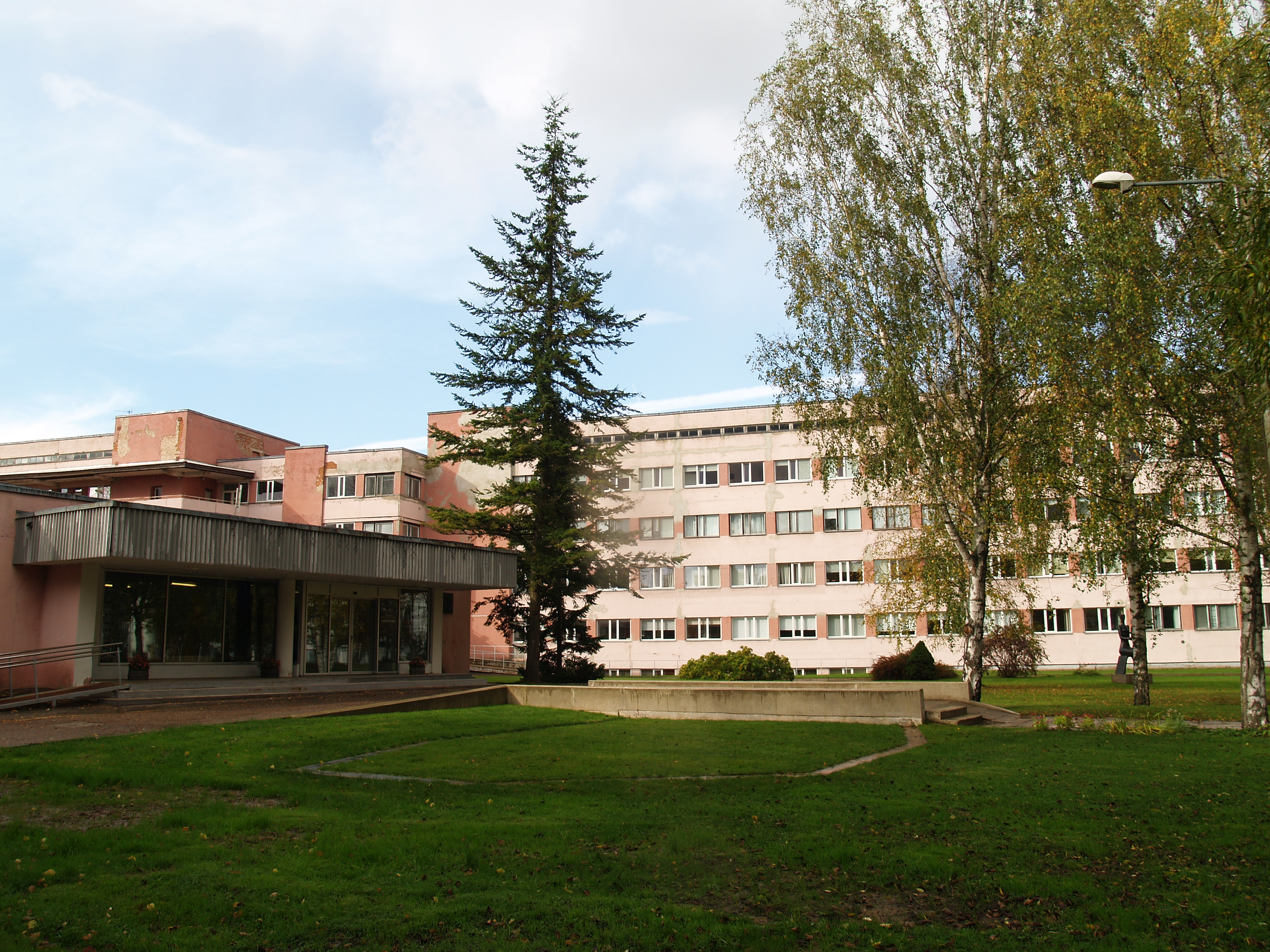
Clinique pédiatrique.